# خضرچوپان
خضرچوپان، روستایی از توابع دهستان اوریاد بخش مرکزی شهرستان ماه‌نشان در استان زنجان ایران است. 
این روستا غربی ترین نقطه استان زنجان از لحاظ مختصات جغرافیایی و مسکونی بودن است.

## جمعیت
این روستا در دهستان اوریاد قرار دارد و براساس سرشماری مرکز آمار ایران در سال ۱۳۸۵، جمعیت آن ۲۷۹ نفر (۵۲ خانوار) بوده‌است.